# Livsmedelsverket (Finland)
Livsmedelsverket (tidigare Livsmedelssäkerhetsverket), på finska Ruokavirasto, är en finsk myndighet med syfte att främja, övervaka och undersöka säkerheten och kvaliteten hos livsmedel, djurens hälsa och välbefinnande, växters sundhet samt gödselfabrikat, foder och växtskyddsmedel och förökningsmaterial, dvs. utsäde och plantmaterial, som används för jord- och skogsbruksproduktion.
Verksamheten inleddes i januari 2019 då de tidigare myndigheterna Livsmedelssäkerhetsverket, Landsbygdsverket och en del av Lantmäteriverkets central för IKT-tjänster gick samman till ett nytt ämbetsverk.